# November 1932
| Deze maand                                                                                              |
| --- |
| - Roosevelt wint presidentsverkiezingen - Discussie over oorlogsschulden - Regering-Von Papen treedt af |

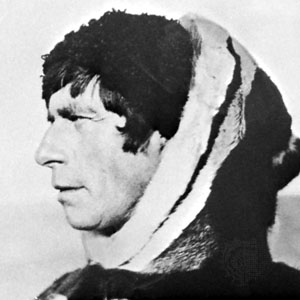
Knud Rasmussen

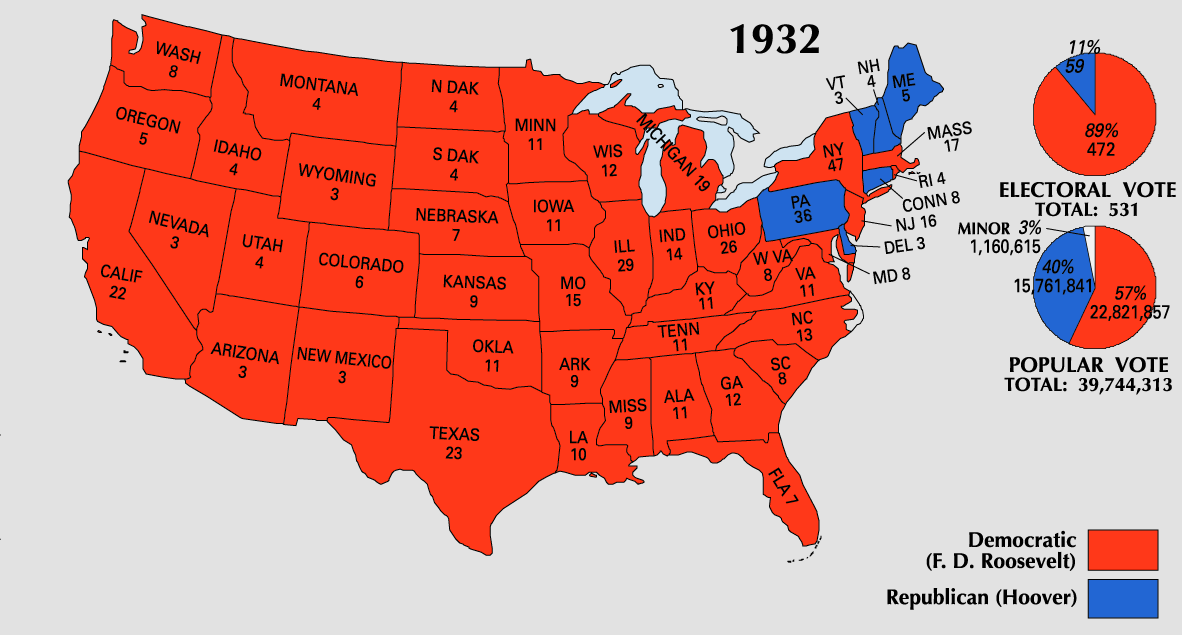
Uitslag presidentsverkiezingen VS

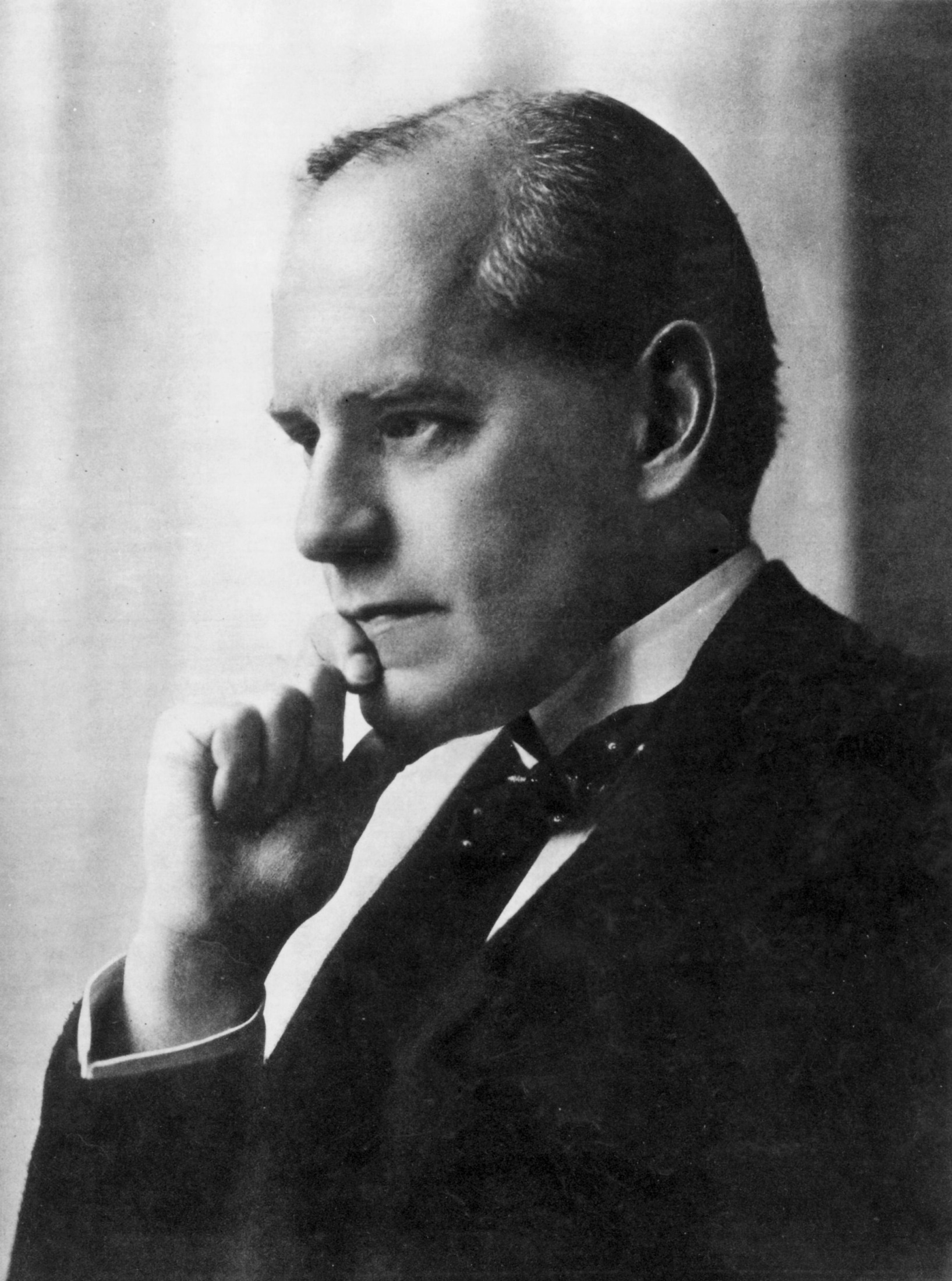
John Galsworthy

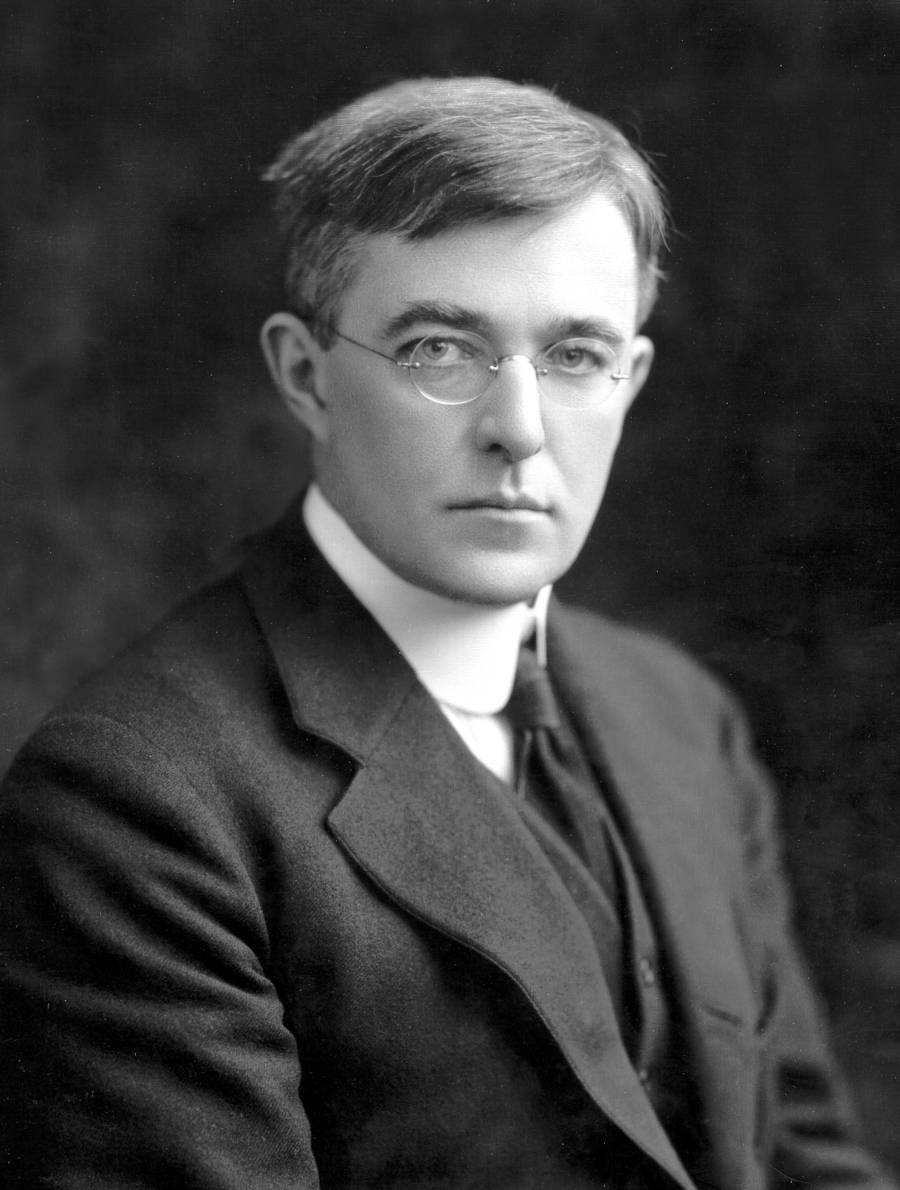
Irving Langmuir

De volgende gebeurtenissen speelden zich af in november 1932. Sommige gebeurtenissen kunnen 1 of meerdere dagen te laat genoemd worden omdat ze per abuis vermeld zijn op de datum waarop ze bekend zijn geworden in plaats van de datum dat ze plaatsvonden.
- 4: De Eerste Kamer neemt een wet aan die godslastering strafbaar stelt.
- 5: De expeditie van Knud Rasmussen naar Oost-Groenland is in Kopenhagen teruggekeerd.
- 6: Verkiezingen voor de Duitse Rijksdag bieden geen grote verschuivingen ten opzichte van de verkiezingen van juli 1932. Er is lichte winst voor de communisten en de DVP, licht verlies voor de sociaaldemocraten en de nationaalsocialisten.
- 6: In Italië wordt een grootschalige amnestie verleend aan plegers van politieke (in het bijzonder anti-fascistische) misdrijven.
- 8: Franklin Delano Roosevelt haalt een overweldigende overwinning op de zittende president Herbert Hoover in de Amerikaanse presidentsverkiezingen. Ook in de verkiezingen voor Senaat, Huis van Afgevaardigden en gouverneurs boeken de Democraten een duidelijke overwinning. Opvallend is verder het groeiend aantal stemmen voor de socialisten.
- 9: In Brazilië wordt de achturige werkdag ingevoerd.
- 9: Nadezjda Alliloejewa, de echtgenote van Stalin, pleegt zelfmoord.
- 10: Bernhard Eriksson wordt benoemd tot gouverneur van de provincie Kopparberg. Hij is de eerste sociaaldemocratische gouverneur in Zweden.
- 10: Op de Ontwapeningsconferentie wordt besloten tot het instellen van een ontwapeningscommissie, waarin slechts vertegenwoordigers van de bij de conferentie betrokken regering zitting kunnen nemen, welke vermeende niet-naleving van het te sluiten ontwapeningsverdrag gaat onderzoeken.
- 10: In het Saargebied worden alle op militaire leest geschoeide nationaalsocialistische organisaties verboden.
- 13: Een zware orkaan teistert het Caribisch gebied en de Verenigde Staten. Vooral Cuba en Jamaica zijn zwaar getroffen.
- 13: De Nobelprijs voor de Literatuur wordt toegekend aan de Engelse schrijver John Galsworthy
- 13: De Nobelprijs voor de Scheikunde wordt toegekend aan Irving Langmuir, die onder meer de geleiding van elektriciteit in een vacuüm onderzocht.
- 14: Het Verenigd Koninkrijk en Frankrijk verzoeken om uitstel van de per 15 december te betalen oorlogsschulden aan de Verenigde Staten, en nieuwe onderhandelingen vergelijkbaar met de conferentie van Lausanne betreffende de Duitse schulden.
- 14: Japan wordt getroffen door een tyfoon.
- 15: De sociaaldemocraten in Duitsland weigeren te onderhandelen met rijkskanselier Franz Von Papen, en eisen in plaats daarvan het aftreden van Von Papen en zijn regering.
- 17: De regering-Von Papen treedt af, nadat uit onderhandelingen bleek dat de SPD, de NSDAP en de Centrumpartij allen niet bereid zijn de regering te steunen.
- 17: Bij verkiezingen in Denemarken winnen de conservatieven, maar behoudt de regering van sociaaldemocraten en burgerlijk-radicalen de meerderheid.
- 17: Voor het eerst vindt een draadloos (radio-) telefoongesprek plaats tussen Genève en Japan.
- 20: Aardbeving bij Uden met een sterkte van 5,0 op de schaal van Richter.
- 21: Het rapport-Lytton wordt in de Volkenbond in behandeling genomen. Japan verwerpt opnieuw de voorgestelde maatregelen (opheffing van de staat Mantsjoekwo en terugkeren van Mantsjoerije tot China, zij het met een grote mate van autonomie) en stelt dat haar militaire actie verdedigende bedoelingen had. China eist een snelle actie door de Volkenbond.
- 22: Rijkspresident Paul von Hindenburg verzoekt Adolf Hitler om de mogelijkheden te onderzoeken om onder diens leiding een nieuwe regering te vormen.
- 23: Adolf Hitler verwerpt het verzoek van Von Hindenburg omdat hij slechts zonder voorwaarden en zonder het vormen van een Rijksdagmeerderheid een regering wil vormen.
- 23: De Roemeense minister van buitenlandse zaken Nicolae Titulescu meldt dat de onderhandelingen over een niet-aanvalsverdrag met de Sovjet-Unie zijn mislukt. Belangrijkste struikelblok was de Russische wens om de kwestie-Bessarabië als geschilpunt tussen de beide landen te erkennen.
- 24: President Herbert Hoover, na overleg met toekomstig president Franklin D. Roosevelt, antwoordt op het Britse en Franse verzoek tot uitstel van betaling van de schulden van 15 december negatief, maar toont zich wel bereid om over de schuldenproblematiek te onderhandelen.
- 27: Polen ratificeert het niet-aanvalsverdrag met de Sovjet-Unie.
- 29: Frankrijk en de Sovjet-Unie sluiten een niet-aanvalsverdrag.
- 29: Polen en Danzig leggen in een verdrag een aantal van hun geschilpunten bij.
- 30: Het Nobelcomité besluit dit jaar geen Nobelprijs voor de Vrede toe te kennen.
- 30: De regering van Perzië zegt het concessiecontract met de Anglo-Persian Oil Company op, en zegt te willen onderhandelen over een nieuwe concessie. De Company weigert deze opzegging te erkennen.
- 30: De regering van Denemarken wenst een grondwetswijziging in te dienen waarin zij voorstelt het Landsting (de Deense senaat) af te schaffen.

<< · januari · februari · maart · april · mei · juni · juli · augustus · september · oktober · november · december · >>